# Kuvet
Il Kuvet (in russo Кувет?) è un fiume dell'Estremo Oriente russo affluente destro del  Pegtymel'. Scorre nel rajon Iul'tinskij del Circondario autonomo della Čukotka.
Il fiume ha origine da una montagna senza nome (1423 m) e scorre in una zona montagnosa in direzione nord-occidentale. La sua lunghezza è di 253 km, l'area del bacino è di 4 220 km². Confluisce da destra nel Pegtymel' a 104 km dalla foce. Non ci sono insediamenti lungo il corso del fiume.